# Okręg wyborczy nr 33 do Sejmu Rzeczypospolitej Polskiej (1993–2001)
Okręg wyborczy nr 33 do Sejmu Rzeczypospolitej Polskiej (1993–2001) obejmował województwo piotrkowskie. W ówczesnym kształcie został utworzony w 1993. Wybieranych było w nim 7 posłów w systemie proporcjonalnym.
Siedzibą okręgowej komisji wyborczej był Piotrków Trybunalski.

## Wyniki wyborów
| Podział 7 mandatów: SLD: 2 UP: 1 PSL: 3 KPN: 1 |

| Podział 7 mandatów: SLD: 2 PSL: 1 UW: 1 AWS: 3 |

## Reprezentanci okręgu
| Sejm | Rok  | Poseł KW                                         | Poseł KW                                         | Poseł KW                                         | Poseł KW                                         | Poseł KW                                         | Poseł KW                                         | Poseł KW                                         | Poseł KW                                         | Poseł KW                                         | Poseł KW                                         | Poseł KW                                         | Poseł KW                                         | Poseł KW                                         | Poseł KW                                         |
| ---- | ---- | ------------------------------------------------ | ------------------------------------------------ | ------------------------------------------------ | ------------------------------------------------ | ------------------------------------------------ | ------------------------------------------------ | ------------------------------------------------ | ------------------------------------------------ | ------------------------------------------------ | ------------------------------------------------ | ------------------------------------------------ | ------------------------------------------------ | ------------------------------------------------ | ------------------------------------------------ |
| II   | 1993 |                                                  | R. Jagieliński PSL                               |                                                  | J. Ciecióra PSL                                  |                                                  | Z. Sobotka SLD                                   |                                                  | B. Bujak SLD                                     |                                                  | G. Marciniak UP                                  |                                                  | G. Rytych PSL                                    |                                                  | J. Skrobisz KPN                                  |
| III  | 1997 |                                                  | R. Jagieliński PSL                               | J. Tworkowski AWS                                |                                                  | M. Kukliński AWS                                 | Z. Sobotka SLD                                   |                                                  | B. Bujak SLD                                     | E. Radziszewska UW                               |                                                  | J. Kraus AWS                                     |                                                  |                                                  |                                                  |
| IV   | 2001 | okręg zniesiony – patrz okręgi nr 9, 10, 11 i 33 | okręg zniesiony – patrz okręgi nr 9, 10, 11 i 33 | okręg zniesiony – patrz okręgi nr 9, 10, 11 i 33 | okręg zniesiony – patrz okręgi nr 9, 10, 11 i 33 | okręg zniesiony – patrz okręgi nr 9, 10, 11 i 33 | okręg zniesiony – patrz okręgi nr 9, 10, 11 i 33 | okręg zniesiony – patrz okręgi nr 9, 10, 11 i 33 | okręg zniesiony – patrz okręgi nr 9, 10, 11 i 33 | okręg zniesiony – patrz okręgi nr 9, 10, 11 i 33 | okręg zniesiony – patrz okręgi nr 9, 10, 11 i 33 | okręg zniesiony – patrz okręgi nr 9, 10, 11 i 33 | okręg zniesiony – patrz okręgi nr 9, 10, 11 i 33 | okręg zniesiony – patrz okręgi nr 9, 10, 11 i 33 | okręg zniesiony – patrz okręgi nr 9, 10, 11 i 33 |

### Wybory parlamentarne 1993
| Komitet wyborczy                                      | Komitet wyborczy                                     | Głosów | %     | Mandaty | Wybrani posłowie                                   |
| ----------------------------------------------------- | ---------------------------------------------------- | ------ | ----- | ------- | -------------------------------------------------- |
|                                                       | Polskie Stronnictwo Ludowe                           | 53 348 | 24,02 | 3       | Roman Jagieliński, Jacek Ciecióra, Grzegorz Rytych |
|                                                       | Sojusz Lewicy Demokratycznej                         | 40 449 | 18,21 | 2       | Zbigniew Sobotka, Bogdan Bujak                     |
|                                                       | Unia Pracy                                           | 17 953 | 8,08  | 1       | Grzegorz Marciniak                                 |
|                                                       | Konfederacja Polski Niepodległej                     | 13 670 | 6,15  | 1       | Jan Skrobisz                                       |
|                                                       | Unia Demokratyczna                                   | 12 783 | 5,76  | –       |                                                    |
|                                                       | Niezależny Samorządny Związek Zawodowy „Solidarność” | 12 396 | 5,58  | –       |                                                    |
|                                                       | Katolicki Komitet Wyborczy „Ojczyzna”                | 11 370 | 5,12  | –       |                                                    |
|                                                       | Bezpartyjny Blok Wspierania Reform                   | 10 059 | 4,53  | –       |                                                    |
|                                                       | Porozumienie Centrum                                 | 9651   | 4,35  | –       |                                                    |
|                                                       | Partia X                                             | 8000   | 3,60  | –       |                                                    |
|                                                       | Samoobrona – Leppera                                 | 7815   | 3,52  | –       |                                                    |
|                                                       | Polskie Stronnictwo Ludowe – Porozumienie Ludowe     | 6875   | 3,10  | –       |                                                    |
|                                                       | Kongres Liberalno-Demokratyczny                      | 5814   | 2,62  | –       |                                                    |
|                                                       | Koalicja dla Rzeczypospolitej                        | 5320   | 2,40  | –       |                                                    |
|                                                       | Unia Polityki Realnej                                | 5204   | 2,34  | –       |                                                    |
|                                                       | Ojczyzna – Lista Polska                              | 937    | 0,42  | –       |                                                    |
|                                                       | Narodowe Towarzystwo Oświatowe                       | 463    | 0,21  | –       |                                                    |
| Frekwencja: 49,40% Źródło: Państwowa Komisja Wyborcza |                                                      |        |       |         |                                                    |

Poniższa tabela przedstawia podział mandatów dla komitetów wyborczych na podstawie uzyskanych głosów, a następnie obliczonych ilorazów wyborczych na podstawie metody D’Hondta.
| Podział mandatów dla komitetów wyborczych na podstawie metody D’Hondta | Podział mandatów dla komitetów wyborczych na podstawie metody D’Hondta | Podział mandatów dla komitetów wyborczych na podstawie metody D’Hondta | Podział mandatów dla komitetów wyborczych na podstawie metody D’Hondta | Podział mandatów dla komitetów wyborczych na podstawie metody D’Hondta | Podział mandatów dla komitetów wyborczych na podstawie metody D’Hondta | Podział mandatów dla komitetów wyborczych na podstawie metody D’Hondta | Podział mandatów dla komitetów wyborczych na podstawie metody D’Hondta | Podział mandatów dla komitetów wyborczych na podstawie metody D’Hondta | Podział mandatów dla komitetów wyborczych na podstawie metody D’Hondta | Podział mandatów dla komitetów wyborczych na podstawie metody D’Hondta |
| Komitet wyborczy                                                       | Komitet wyborczy                                                       | Liczba głosów                                                          | Iloraz wyborczy                                                        | Iloraz wyborczy                                                        | Iloraz wyborczy                                                        | Iloraz wyborczy                                                        | Iloraz wyborczy                                                        | Iloraz wyborczy                                                        | Mandaty                                                                | TP                                                                     |
| Komitet wyborczy                                                       | Komitet wyborczy                                                       | Liczba głosów                                                          | /1                                                                     | /2                                                                     | /3                                                                     | /4                                                                     | ...                                                                    | /7                                                                     | Mandaty                                                                | TP                                                                     |
| ---------------------------------------------------------------------- | ---------------------------------------------------------------------- | ---------------------------------------------------------------------- | ---------------------------------------------------------------------- | ---------------------------------------------------------------------- | ---------------------------------------------------------------------- | ---------------------------------------------------------------------- | ---------------------------------------------------------------------- | ---------------------------------------------------------------------- | ---------------------------------------------------------------------- | ---------------------------------------------------------------------- |
|                                                                        | Polskie Stronnictwo Ludowe                                             | 53 348                                                                 | 53 348                                                                 | 26 674                                                                 | 17 783                                                                 | 13 337                                                                 | ...                                                                    | 7621                                                                   | 3                                                                      | 2,52                                                                   |
|                                                                        | Sojusz Lewicy Demokratycznej                                           | 40 449                                                                 | 40 449                                                                 | 20 225                                                                 | 13 483                                                                 | 10 112                                                                 | ...                                                                    | 5778                                                                   | 2                                                                      | 1,91                                                                   |
|                                                                        | Unia Pracy                                                             | 17 953                                                                 | 17 953                                                                 | 8977                                                                   | 5984                                                                   | 4488                                                                   | ...                                                                    | 2565                                                                   | 1                                                                      | 0,85                                                                   |
|                                                                        | Konfederacja Polski Niepodległej                                       | 13 670                                                                 | 13 670                                                                 | 6835                                                                   | 4557                                                                   | 3418                                                                   | ...                                                                    | 1953                                                                   | 1                                                                      | 0,65                                                                   |
|                                                                        | Unia Demokratyczna                                                     | 12 783                                                                 | 12 783                                                                 | 6392                                                                   | 4261                                                                   | 3196                                                                   | ...                                                                    | 1826                                                                   | 0                                                                      | 0,60                                                                   |
|                                                                        | Bezpartyjny Blok Wspierania Reform                                     | 10 059                                                                 | 10 059                                                                 | 5030                                                                   | 3353                                                                   | 2515                                                                   | ...                                                                    | 1437                                                                   | 0                                                                      | 0,47                                                                   |
| Ogółem                                                                 | Ogółem                                                                 | 148 262                                                                | —                                                                      | —                                                                      | —                                                                      | —                                                                      | —                                                                      | —                                                                      | 7                                                                      | 7                                                                      |

### Wybory parlamentarne 1997
| Komitet wyborczy                                      | Komitet wyborczy                          | Głosów | %     | Mandaty | Wybrani posłowie                                   |
| ----------------------------------------------------- | ----------------------------------------- | ------ | ----- | ------- | -------------------------------------------------- |
|                                                       | Akcja Wyborcza Solidarność                | 56 447 | 28,99 | 3       | Jacek Tworkowski, Mirosław Kukliński, Janina Kraus |
|                                                       | Sojusz Lewicy Demokratycznej              | 52 274 | 26,84 | 2       | Zbigniew Sobotka, Bogdan Bujak                     |
|                                                       | Polskie Stronnictwo Ludowe                | 27 484 | 14,11 | 1       | Roman Jagieliński                                  |
|                                                       | Unia Wolności                             | 17 929 | 9,21  | 1       | Elżbieta Radziszewska                              |
|                                                       | Ruch Odbudowy Polski                      | 15 060 | 7,73  | –       |                                                    |
|                                                       | Unia Pracy                                | 8896   | 4,57  | –       |                                                    |
|                                                       | Krajowa Partia Emerytów i Rencistów       | 5097   | 2,62  | –       |                                                    |
|                                                       | Blok dla Polski                           | 4148   | 2,13  | –       |                                                    |
|                                                       | Unia Prawicy Rzeczypospolitej             | 3954   | 2,03  | –       |                                                    |
|                                                       | Krajowe Porozumienie Emerytów i Rencistów | 3270   | 1,68  | –       |                                                    |
|                                                       | Polska Wspólnota Narodowa                 | 174    | 0,09  | –       |                                                    |
| Frekwencja: 42,59% Źródło: Państwowa Komisja Wyborcza |                                           |        |       |         |                                                    |

Poniższa tabela przedstawia podział mandatów dla komitetów wyborczych na podstawie uzyskanych głosów, a następnie obliczonych ilorazów wyborczych na podstawie metody D’Hondta.
| Podział mandatów dla komitetów wyborczych na podstawie metody D’Hondta | Podział mandatów dla komitetów wyborczych na podstawie metody D’Hondta | Podział mandatów dla komitetów wyborczych na podstawie metody D’Hondta | Podział mandatów dla komitetów wyborczych na podstawie metody D’Hondta | Podział mandatów dla komitetów wyborczych na podstawie metody D’Hondta | Podział mandatów dla komitetów wyborczych na podstawie metody D’Hondta | Podział mandatów dla komitetów wyborczych na podstawie metody D’Hondta | Podział mandatów dla komitetów wyborczych na podstawie metody D’Hondta | Podział mandatów dla komitetów wyborczych na podstawie metody D’Hondta | Podział mandatów dla komitetów wyborczych na podstawie metody D’Hondta | Podział mandatów dla komitetów wyborczych na podstawie metody D’Hondta |
| Komitet wyborczy                                                       | Komitet wyborczy                                                       | Liczba głosów                                                          | Iloraz wyborczy                                                        | Iloraz wyborczy                                                        | Iloraz wyborczy                                                        | Iloraz wyborczy                                                        | Iloraz wyborczy                                                        | Iloraz wyborczy                                                        | Mandaty                                                                | TP                                                                     |
| Komitet wyborczy                                                       | Komitet wyborczy                                                       | Liczba głosów                                                          | /1                                                                     | /2                                                                     | /3                                                                     | /4                                                                     | ...                                                                    | /7                                                                     | Mandaty                                                                | TP                                                                     |
| ---------------------------------------------------------------------- | ---------------------------------------------------------------------- | ---------------------------------------------------------------------- | ---------------------------------------------------------------------- | ---------------------------------------------------------------------- | ---------------------------------------------------------------------- | ---------------------------------------------------------------------- | ---------------------------------------------------------------------- | ---------------------------------------------------------------------- | ---------------------------------------------------------------------- | ---------------------------------------------------------------------- |
|                                                                        | Akcja Wyborcza Solidarność                                             | 56 447                                                                 | 56 447                                                                 | 28 224                                                                 | 18 816                                                                 | 14 112                                                                 | ...                                                                    | 8064                                                                   | 3                                                                      | 2,34                                                                   |
|                                                                        | Sojusz Lewicy Demokratycznej                                           | 52 274                                                                 | 52 274                                                                 | 26 137                                                                 | 17 425                                                                 | 13 069                                                                 | ...                                                                    | 7468                                                                   | 2                                                                      | 2,16                                                                   |
|                                                                        | Polskie Stronnictwo Ludowe                                             | 27 484                                                                 | 27 484                                                                 | 13 742                                                                 | 9161                                                                   | 6871                                                                   | ...                                                                    | 3926                                                                   | 1                                                                      | 1,14                                                                   |
|                                                                        | Unia Wolności                                                          | 17 929                                                                 | 17 929                                                                 | 8965                                                                   | 5976                                                                   | 4482                                                                   | ...                                                                    | 2561                                                                   | 1                                                                      | 0,74                                                                   |
|                                                                        | Ruch Odbudowy Polski                                                   | 15 060                                                                 | 15 060                                                                 | 7530                                                                   | 5020                                                                   | 3765                                                                   | ...                                                                    | 2151                                                                   | 0                                                                      | 0,62                                                                   |
| Ogółem                                                                 | Ogółem                                                                 | 169 194                                                                | —                                                                      | —                                                                      | —                                                                      | —                                                                      | —                                                                      | —                                                                      | 7                                                                      | 7                                                                      |